# Luis Quintanar
José Luis de Quintanar Soto y Ruiz (22 décembre 1772, Querétaro - 16 novembre 1837, Mexico) était un homme politique mexicain, membre du Pouvoir exécutif suprême au Mexique entre 23 décembre 1829 et 1er janvier 1830 avec les membres titulaires Pedro Vélez y Zúñiga et Lucas Alamán y Escalada,.